# Seznam slovenskih dirigentov
Seznam slovenskih dirigentov

## A
Bojan Adamič - Emil Adamič - Lovrenc Arnič - Andrej Arnol

## B
Janko Ban - Martina Batič - Nejc P. Bečan - Mate Bekavac - Josip Bizjak - Janez Bole - Jakob Barbo - Darijan Božič - Ivan Brezovšek - Matjaž Brežnik - Danilo Bučar - Gordana Buh Žgajner - Tomaž Bukovc - Jerica Bukovec - Gašper Breznik

## C
Daniela Candillari - Iztok Cergol - Zvonimir Ciglič - Jakov Cipci - Kruno Cipci - Igor Coretti-Kuret - Mirko Cuderman - Ciril Cvetko

## Č
Anton Čeh - Josip Čerin - Aleksander Čonč - Ambrož Čopi - Mateja Černic

## D
(Oskar Danon) - Boštjan Dimnik - Jasmina Dobaj - Tilen Draksler - Rahela Durič Barić - Simon Dvoršak - Mitja Dragolič

## E
En Šao - Ana Erčulj

## F
Mira Fabjan - Tomaž Faganel - Marijan Fajdiga - Damir Fajfar - Mirko Ferlan - Nenad Firšt - Helena Fojkar Zupančič - Jože Fürst -

## G
Tomaž Gajšt - Marko Gašperšič - Vinko Globokar - Rok Golob - Andrej Goričar? - Drago Gradišek - Petra Grassi - Marjan Grdadolnik - Janez Gregorc - Jože Gregorc - Jerica Gregorc Bukovec - Josip Grgasović - Danijel Grum - Mihael Gunzek -

## H
Tomaž Habe - Jože Hanc - Ervin Hartman (st./ml.) - Andraž Hauptman - Jožko Herman - Lojze Herzog - Edvard Holnthaner - Marko Hribernik - Jože Hriberšek - Matej Hubad - Samo Hubad - Anton Hudarin

## J
Anka Jazbec - Davorin Jenko - Josip Jiranek - Stane Jurgec

## K
France Kapus - Janko Kastelic - Primož Keršanj - Oskar Kjuder - Jože Klančar - Franc Klinar - Tomaž Kmetič - Vladimir Kobler - Iztok Kocen - Urban Koder - Radovan Kokošar - Anton Kolar - Janez Komar - Srečko Koporc - Jože Kotar - Tomaž Kozlevčar - Lojze Krajnčan - Bogdan Kralj - Lenart Krečič - Simon Krečič - Jože Kregar - Peter Kuder - Slaven Kulenović - Egon Kunej - Igor Kuret - Stojan Kuret

## L
Urša Lah - Uroš Lajovic - Hilarij Lavrenčič - Mojca Lavrenčič - Ivan Lavrič - Klara Lavriša - Milko Lazar - Lojze Lebič - Izidor Leitinger - Bogo Leskovic - Ladislav Leško - Marko Letonja - Vladimir Lovec - Igor Lunder

## M
(Slavko Magdić) - Aleš Makovac - Benjamin Makovec - Ivan Marin - Milan Matičič - Matjaž Meden - Ivan Medved - Fernando Mejias - Matjaž Mikuletič - Rossen Milanov - Stanko Mislej - Andrej Misson - Klaro Marija Mizerit - Damijan Močnik - Davorin Mori - Marko Munih

## N
Anton Nanut - Anton Neffat - Matevž Novak

## O
Vito Opeka - Aleksander Oražem - Marko Ozbič - Andrej Ožbalt

## P
Josip Pangerc - Leander Pegan (st./ml.) - (George Pehlivanian) - Matej Penko - Simon Perčič - Živa Ploj Peršuh - Kazimir Dušan Petrič - Jera Petriček Hrastnik - Jožef Petrovič - Tomaž Pirnat - Žiga Pirnat - Samo Podbrežnik - Mirko Polič - Milan Posavec - Uroš Prevoršek - Jože Privšek

## R
Mario Rijavec - Franc Rizmal - Simon Robinson - Engelbert Rodošek - Boris Rošker - Karlo Rupel - Ljudmil Rus - Miran Rustja

## S
Miro Saje - Gašper Salobir - Dušan Sancin - Lovro Sancin - Marko Sancin - Vinko Savnik - Mojmir Sepe - (Lior Shambadal) - Rajko Sikošek - Rado Simoniti - Dina Slama - Matevž Smerkol - Borut Smrekar - Ati Soss - Aleksandar Spasić - Emil Spruk - Tamara Stanese - Rudolf Strnad - Tomaž Svete - Heribert Svetel - 

## Š
Jani Šalamon - Matjaž Šček - Josip Šegula-Pec - Mario Drago Šijanec - Marjan Šijanec - Karmina Šilec - Rado Škabar - Lucijan Marija Škerjanc - Milko Škoberne - Peter Škrjanec - Jernej Šmalc - Erik Šmid - Andreja Šolar - Niko Štritof - Dušan Štular - Miran Šumečnik - Milivoj Šurbek - Boris Švara - Danilo Švara - Igor Švara -

## T
Ivan Tavčar - Damjan Tomažin - Tadej Tomšič - Gregor Troha - Ivan Turšič (glasbenik)

## U
Petar Ugrin - Kristijan Ukmar - Maks Unger

## V
Peter Valtl - Tom Varl -
Marko Vatovec - Helena Vidic Lesjak -
Hrabroslav Vogrič -
Damjana Vončina -
Josip Vošnjak (slov.-srb.) -
Janez Vouk -
Sebastjan Vrhovnik -
Tadeja Vulc

## W
Keri-Lynn Wilson

## Z
Gregor Zagorc - Igor Zobin - Alojz Zupan-Vuj - Andrej Zupan - Miha Zupanc Kovač

## Ž
Demetrij Žebre - Marko Žigon (1929-1987) - Jasna Žitnik - Nikolaj Žličar (1949-2023) - Davorin Županič/Zupanič